# SU-101自走炮
SU-101／102「烏拉爾馬許」（俄語：СУ-101／СУ-102 "Уралмаш"）是一款蘇聯於第二次世界大戰期間開發出的自走炮，主要分為SU-101及SU-102兩個版本；然而兩者除了主炮不同外，並無其他差異。SU-101／102是一款無炮塔的履帶式裝甲戰鬥車輛，主要由位於葉卡捷琳堡的烏拉爾馬許設計局於1944年秋天至1945年春天間研製。它使用T-44戰車的底盤，並計畫用於取代甫於1944年下旬進入紅軍服役的SU-100。一輛SU-101及一輛SU-102原型車於1945年上半年被製造出來；其中，裝有100毫米D-10T戰車炮的版本被稱為SU-101（СУ-101），而裝有122毫米D-25S戰車炮的版本則被稱為SU-102（СУ-102）。雖然蘇聯原先有計畫要將SU-101／102投入量產，然而當納粹德國於1945年5月投降時，蘇聯官方認為對該自走炮的需求已不復存在，並將之終止，投產計畫也因而不了了之。SU-101／102名稱中的「SU」是俄語Samokhodnaya Ustanovka（俄語原文：самоходная установка）的字首縮寫，指的即是「自走載具」。

## 發展歷史
SU-101／102的發展始於1944年夏季，由烏拉爾馬許設計局負責。與該計畫同時期的發展項目還有知名的SU-100驅逐戰車。SU-100是以T-34中型坦克的底盤為基礎的驅逐戰車。而T-34戰車本身雖然已被證明相當可靠耐用，但車內乘員位於前方，而引擎位於後方的設計佈局卻被認為是一項劣勢。另外，其主炮相當長，因而造成SU-100在城鎮戰鬥中無法有效發揮其機動性；在崎嶇地形中，主炮更有可能牴觸地面而造成毀損。另外，SU-100的重量分布不均，其正面重量過重，造成前方負重輪被施加過度的壓力，長久下來即有可能使戰車隨時處於機械故障的風險中。當更大主炮的需求浮現時，這些問題都可能肇致現狀進一步惡化。
為了改正這些缺失，烏拉爾馬許設計局的工程師設計出了初步草圖，並試圖以當代各款蘇聯戰車的底盤為基礎，試圖改善問題。1944年10月，設計局提交了五份不同的設計草圖給蘇聯重工業軍需部技術審查委員會審查，這五項設計分別為：
- SU-122P：裝備122毫米D-25S戰車炮的SU-100。
- ESU-100：裝備電子傳動系統的SU-100。
- SU-100-M-1：以T-34坦克的底盤為基礎，乘員艙置於車體後方，裝備100毫米D-10S戰車炮的版本。
- SU-100-M-2：以T-44坦克的底盤為基礎，乘員艙置於車體後方，裝備100毫米D-10S戰車炮的版本。
- SU-122-44：以T-44坦克的底盤為基礎，乘員艙置於車體前方，裝備122毫米D-25-44S戰車炮的版本。

技術審查委員會認可SU-100-M-2及SU-122-44的設計。委員會隨後於1944年10月26日發布第625號指導命令，要求烏拉爾馬許設計局提交這兩款自走炮的工程製圖，並各生產一輛原型車。
SU-100-M-2很快便被證明為一款緊緻、重量輕且擁有足夠裝甲的自走炮，但它的孿生兄弟SU-122-44卻被認為體積過於龐大，而且太重。因此，1945年3月7日時，蘇聯重工業軍需部發布了軍需部第107號命令，終止一切SU-122-44的開發工作，而SU-100-M-2則被重新命名為「烏拉爾馬許-1」。命令亦要求原型車應於1945年5月1日開始生產。「烏拉爾馬許-1」曾是1943年8月另一項開發計畫的代號，但那項計畫並未獲軍需部認可，開發工作也因此被凍結。
1945年3月與4月間，兩輛原型車被建造出來。其中一輛裝備了100毫米D-10戰車炮（SU-101），另一輛則裝備了122毫米D-25S戰車炮（SU-102）。另外有第三輛僅有底盤的原型車也被製造出來，用於裝甲測試。
雖然與德國的戰爭已經於1945年5月結束，烏拉爾馬許設計局依然持續於1945年夏季及秋季測試這兩輛原型車。許多問題於測試時浮現，其中一項較為嚴重的是車體內部升溫的問題，導致引擎無法有效散熱。這項問題對駕駛來說尤其嚴重，因為引擎就安裝在他旁邊，而夏季的炙熱在加上引擎的高溫將超過人體所能忍受的極限。另一項浮現的問題是乘員戰鬥艙過於狹小，而且不甚舒適。SU-102原型車也由於結構上的問題，因而無法吸收122毫米主炮的強大後座力。不過這些問題依然被認為是可解決的，因此在對原型車的問題做了改進後，SU-101／102被排入量產計畫。然而，第二次世界大戰的結束最終使蘇聯官方認為不再需要這款自走炮，因此SU-101／102在投產以前便被終止了。
SU-101原型車今日仍保存在莫斯科的庫賓卡戰車博物館。

## 設計特色
SU-101／102是一款無炮塔的自走炮。引擎位於前方，而且相當平整；乘員戰鬥艙位於車體後方。它使用與T-44坦克完全相同的懸吊系統。主炮從戰鬥艙中伸出來，並懸於引擎室上方。因為這樣的設計，即使是長管主炮也不會增加車身的總長度；這樣的設計不僅增進了機動性，更改進了SU-100的一項劣勢。這樣的佈局在蘇聯的內部文件中被稱為「斐迪南款式（по типу Фердинанда）」，指的便是如當時德軍斐迪南驅逐戰車的佈局模式。這種佈局也更加平均地分散了全車的重量至各個負重輪上，從而避免了SU-100可能的機械問題。
乘員有4人，分別為車長、炮手、裝填手以及駕駛。駕駛乘坐於車體左前方，他的右側即是引擎，而其餘的組員則乘坐於後方的戰鬥艙內。車尾有一扇門供乘員進出，也能當作緊急逃生出口使用，從而增加了組員的生存能力。
SU-101／102的車體是以軋壓均質裝甲製成的，並以傾斜的角度安裝，以增加防護能力。正面裝甲厚90毫米，側面裝甲厚75毫米，背面裝甲則厚40毫米。在防護測試中，SU-101／102被證明要比如ISU-152驅逐戰車及IS-2重戰車等戰車的防護力更為出色。
裝備100毫米D-10S戰車炮的SU-101可攜帶35發炮彈。雖然它的水平射界共22.5°，垂直仰角18°已相當足夠，但由於主炮後置的原故，SU-101的俯角僅有相當糟糕的-2°。裝備大口徑主炮的SU-102僅能攜帶28發炮彈，且由於體積較大的原故，導致它幾乎沒有俯角，炮管無法低至0.24°以下；仰角為18.5°，水平射界則為19°。糟糕的俯角是主炮後置車輛最主要的劣勢之一。
SU-101／102有一挺12.7毫米DShK機槍安裝在車長席頂部，可供車長使用。DShK機槍有備彈450發。
SU-101／102是設計來取代SU-100的，而SU-100主要擔任驅逐戰車的角色。但SU-101／102亦被蘇聯官方定位為支援步兵用的突擊炮。SU-101的主炮100毫米D-10S戰車炮是一款專為裝甲戰鬥設計的火炮，可發射動能強勁的穿甲彈。SU-102的122毫米D-25S主炮原先則是被設計為榴彈砲使用，而且主要僅用於發射高爆彈。然而，在戰爭期間，122毫米炮也被證明是一款相當出色的反戰車武器，能夠有效的打擊德軍重戰車；蘇聯也為122毫米炮設計出專門的動能穿甲彈。

## 註記
1. 1 2 3 4 5 6 7 8 9 10 11  Boldyrev, Evgenij, , The Russian Battlefield, September 19, 2005  [January 3, 2013], （原始内容存档于2015-10-17） （俄语）

## 外部連結
- Image gallery of the SU-101 prototype displayed in the Kubinka Tank Museum（页面存档备份，存于）